# ليريوبية موسكارية
ليريوبية موسكارية (الاسم العلمي:Liriope muscari) هي نوع من النباتات تتبع جنس الليريوبية من الفصيلة الهليونية.